# Thác Lý
Thác Lý (tiếng Trung: 托里县; bính âm: Tuōlǐ Xiàn; Uyghur:  تولى ناھىيىسى‎, ULY:  Toli Nah̡iyisi, UPNY:  Toli Nahiyisi?) là một huyện của địa khu Tháp Thành, Châu tự trị dân tộc Kazakh - Ili (Y Lê), khu tự trị Tân Cương, Trung Quốc.

### Trấn
- Thác Lý (托里镇)
- Thiết Xưởng Câu (铁厂沟镇)
- Miếu Nhĩ Câu (庙尔沟镇)

### Hương
- Đa Lạp Đặc (多拉特乡)
- Ô Tuyết Đặc (乌雪特乡)
- Khố Phổ (库普乡)
- A Khắc Biệt Lý Đấu (阿克别里斗乡)